# Municipio de Louisville (Illinois)
El municipio de Louisville (en inglés: Louisville Township) es un municipio ubicado en el condado de Clay en el estado estadounidense de Illinois. En el año 2010 tenía una población de 1662 habitantes y una densidad poblacional de 17,5 personas por km².

## Geografía
Según la Oficina del Censo de los Estados Unidos, el municipio tiene una superficie total de 94.95 km², de la cual 94,32 km² corresponden a tierra firme y (0,66 %) 0,63 km² es agua.

## Demografía
Según el censo de 2010, había 1662 personas residiendo en el municipio de Louisville. La densidad de población era de 17,5 hab./km². De los 1662 habitantes, el municipio de Louisville estaba compuesto por el 97,23 % blancos, el 0,96 % eran afroamericanos, el 0,36 % eran amerindios, el 0,48 % eran asiáticos, el 0,18 % eran de otras razas y el 0,78 % eran de una mezcla de razas. Del total de la población el 0,72 % eran hispanos o latinos de cualquier raza.